# (2869) Nepryadva
(2869) Nepryadva (1980 RM2; 1967 RK; 1970 EM1) ist ein ungefähr neun Kilometer großer Asteroid des mittleren Hauptgürtels, der am 7. September 1980 vom russischen (damals: Sowjetunion) Astronomen Nikolai Stepanowitsch Tschernych am Krim-Observatorium (Zweigstelle Nautschnyj) auf der Halbinsel Krim (IAU-Code 095) entdeckt wurde. Er gehört zur Eunomia-Familie, einer Gruppe von Asteroiden, die nach (15) Eunomia benannt ist.

## Benennung
(2869) Nepryadva wurde nach dem Fluss Neprjadwa benannt, um an die Schlacht auf dem Kulikowo Pole in Kulikowo Pole in der Nähe des Flusses am 8. September 1830 zu erinnern. Bei dieser Schlacht gewannen die russischen Fürstentümer gegen die Goldene Horde.